# Lluís Prenafeta
Lluís Prenafeta i Garrusta (Ibars de Urgel, Lérida, 17 de marzo de 1939-Barcelona, 22 de abril de 2025) fue un empresario y político español.

## Biografía
Aunque nació en Ibars de Urgel, vivió durante su infancia y juventud en el barrio de Sants de Barcelona. Después de pasar por el Instituto del Teatro trabajó de comercial. Desde 1980 a 1990 fue secretario general de la Presidencia de la Generalidad de Cataluña. Tras dejar la política volvió a la empresa privada, impulsando la Fundació Catalunya Oberta.

### Actividad empresarial
Desde 1969 a 1980 fue representante de maquinaria textil en Sudamérica, primero de la empresa Aletti (de Varese, Italia) y luego de la Rizzi (de Módena, Italia). 

### Actividad política
A finales de los años 70 entró a militar en CDC y colaboró en las sucesivas campañas para las elecciones generales y municipales. Se involucró en la acción política hasta ser elegido presidente de distrito, entrando a formar parte del Consejo Nacional de la formación.
Jordi Pujol le propuso colaborar de cara a la campaña de las primeras elecciones autonómicas (1980). Una de las ideas de Prenafeta fue visitar a los votantes catalanes residentes en México y Venezuela. Desde ese momento la proyección exterior del partido fue una de sus tareas (también una vez en la Generalidad). Tras vencer en las elecciones autonómicas catalanas de 1980, Jordi Pujol nombró a Prenafeta Secretario de la Presidencia de la Generalidad, cargo que ejercería hasta su dimisión el 1 de junio de 1990, siendo considerado durante esa época como la verdadera "mano derecha" del Presidente Pujol. Ocupando este cargo, Prenafeta trabajó en diversos aspectos de la política del gobierno catalán como la proyección exterior (viajes oficiales a la Ciudad del Vaticano, Washington e Israel, entre muchos otros) o la gestación de la Corporación Catalana de Radio y Televisión.

### Vuelta a la actividad privada
Una vez que abandonó el cargo de Secretario de la Presidencia, no volvió a ejercer ningún cargo relevante ni en la administración ni en partidos políticos, trabajando exclusivamente en la empresa privada, en ámbitos tan diversos como la peletería o la energía. En 1990 impulsó El Observador, diario en castellano al que algunos competidores acusaron de partidista en favor de CiU, y que terminaría desapareciendo tres años después. Actualmente es asesor de compañías eléctricas e inmobiliarias.
En 2001 creó la Fundación Catalunya Oberta (FCO), de la cual es vicepresidente. Este think tank "es una entidad independiente enmarcada en la ideología liberal" y "tiene como objetivos analizar, defender y promover los valores de la sociedad abierta, la libertad, la democracia y la economía de mercado" según se define en su página web. Entre otras actividades, la FCO publica un boletín semanal y otorga anualmente su Premio de Periodismo.

### CasoPretoria
El 27 de octubre de 2009 fue arrestado por la Guardia Civil por orden del juez Baltasar Garzón en el marco de la operación Pretoria contra la corrupción urbanística, junto con Macià Alavedra (también vinculado a CDC) y Bartomeu Muñoz, alcalde de Santa Coloma de Gramanet por el PSC. El 30 de octubre ingresó en la cárcel de Soto del Real, de la que salió el 8 de diciembre en libertad con cargos.
Aunque retirado de la política activa, en su periplo judicial ha seguido manteniendo el apoyo de destacados miembros de CDC como el propio Pujol, o siendo invitado a la toma de posesión del presidente Artur Mas. En julio de 2010 presentó su libro «El malson» («La pesadilla»), de carácter autobiográfico acerca de sus problemas con la justicia.
La Fundación Catalunya Oberta también se ha visto salpicada por el escándalo.